# Flüchtlingssiedlung
Als Flüchtlingssiedlungen wurden in Deutschland neu erbaute Siedlungen bezeichnet, die der Opfergruppe der  Heimatvertriebenen und Flüchtlingen des Zweiten Weltkrieges zur Verfügung gestellt wurden. Soweit diese noch keine eigenen Wohnungen gefunden hatten, waren sie zuvor vorwiegend in Lagern und Behelfsunterkünften im ländlichen Raum untergebracht worden.

## Geschichte
Flüchtlingssiedlungen entstanden vom Beginn der 1940er Jahre bis zum Beginn der 1960er Jahre, häufig in ländlichen Gebieten in Ortsrandlage, etwas ausgegliedert und teilweise auf ehemaligen Wehrmachtsgeländen. Der Bau entsprechender Siedlungen wurde aus gezielten Wohnungsbauprogrammen der Bundesländer oder häufig auch von Wohlfahrtsorganisationen oder Kirchen maßgeblich gefördert oder erst ermöglicht. Auf diese Weise entstanden ganze geplante Städte wie Espelkamp oder Waldkraiburg.
In Schleswig-Holstein wurde das erste systematische, einheitliche und zentral gelenkte Wohnungsbauprogramm in Westdeutschland nach dem Krieg, das ERP-Sonderprogramm „Bau von 10.000 Flüchtlingswohnungen“ unter Führung der Deutschen Gewerkschaften realisiert. Die Grundsteinlegung des Sonderprogramms fand am 5. März 1950 durch Hans Böckler, der am 16. Februar 1951 schon verstarb, in der dann später nach ihm benannten Siedlung („Böcklersiedlung“) in Neumünster als größtes Einzelbauvorhaben des Sonderprogramms statt.
Die Entstehung von Flüchtlingssiedlungen ging häufig mit sozialen Spannungen zwischen ihren Bewohnern und den Alteinwohnern einer Gemeinde einher. Für manche Flüchtlinge bedeuteten sie auch einen sozialen (Wieder-)Aufstieg, weil sie bis dahin in der Regel bei ebendiesen Alteinwohnern untergebracht wurden und erstmals wieder ein Eigenheim besaßen.

## Anlage von Flüchtlingssiedlungen
Flüchtlingssiedlungen im Miet- und Geschosswohnungsbau wurden in der Regel auf unbebauten Grundstücken errichtet, Wiederaufbau fand nur in wenige Fällen statt (z.B in Kiel-Neumühlen-Dietrichsdorf). Bei der städtebaulichen Anordnung der Baukörper dominierte die Zeilenbauweise.
Bei Flüchtlingssiedlungen mit Einfamilienhäusern sind zur Wohneigentumsbildung viele mit Kleinsiedlungen angelegt worden. Typisch dafür sind die einfachen Siedlungs- oder Reihenhäuser mit rechteckigem Grundriss und Satteldach und mit umgebendem (meist größerem) Garten. Als Straßenbezeichnungen wurden häufig Ortsnamen aus den Herkunftsbereichen der Bewohner gewählt. So finden sich typischerweise Straßennamen wie Königsberger Straße, Schlesienweg, Pommernstraße oder Sudetenweg. Auch die Bezeichnungen für die Siedlungen orientierten sich häufig an der Herkunft ihrer Bewohner (beispielsweise die Ostlandsiedlung in Scheeßel in Niedersachsen). Häufig wurden aber auch kleine, oft nur drei oder vier Häuser umfassende namenlose Siedlungen außerhalb selbst kleinster Ortschaften in ländlichen Regionen errichtet.
Eine spezielle Gebäudetypologie für Flüchtlingssiedlungen war das Duplexhaus, das auf zwei unterschiedliche Nutzungsphasen ausgelegt war. Als Reihenhaus mit zwei oder drei kleinen Mietwohnungen in der ersten Phase errichtet, sollte es für die erste Unterbringung von Familien dienen. Bei nachlassendem  Druck auf dem Wohnungsmarkt sollten die Gebäude dann zu Einfamilienhäusern umgenutzt werden.

## Beispiele
- Benefeld (Ortsteil von Walsrode), Niedersachsen
- Büsnau (Ortsteil von Stuttgart-Vaihingen), Baden-Württemberg
- Espelkamp, Nordrhein-Westfalen
- Flensburg-Fruerlund
- Friedland-Siedlung in Rhede, Nordrhein-Westfalen
- Haidholzen (Ortsteil von Stephanskirchen), Bayern
- Imkersfeld (Stadtteil von Rotenburg (Wümme)), Niedersachsen
- Neugablonz (Stadtteil von Kaufbeuren), Bayern
- Neumünster, Böcklersiedlung, Schleswig-Holstein
- Neutraubling, Bayern
- Ostlandsiedlung (Teil von Scheeßel), Niedersachsen
- Pentenried (Teil von Krailling), Bayern
- Trappenkamp, Schleswig-Holstein
- Traunreut, Bayern
- Trutzhain, Hessen
- Waldkraiburg, Bayern